# Riacho Nazaré
O Riacho Nazaré é um riacho (um pequeno rio) brasileiro que banha o estado da Paraíba.